# مسرح الحمراء
مسرح الحمراء، هو أحد مسارح مدينة تونس، ، ويتم فيه الإنتاج المسرحي والتوزيع والتكوين كما يتولى تدريب أهل المسرح على مختلف المهن الركحية.

## مقره
يقع مسرح الحمراء بنهج الجزيرة عدد 28، وقد كان في الأصل قاعة سينما تسمى الحمراء هي الثانية من نوعها بالعاصمة التونسية إذ افتتحت عام 1922 ، وبعد نشاط كثيف استمر بضعة عقود، هجرت تلك القاعة لمدة خمس عشرة سنة، قبل أن تتحول في عام 1985 إلى مسرح، افتتح رسميا عام 1987  
وفي عام 2000 أسس مسرح الحمراء المركز العربي الإفريقي للتكوين والبحوث المسرحية.

## إدارته
أدار مسرحَ الحمراء المخرج المسرحي عز الدين قنون، وتتولى إدارة البرمجة ليلى طوبال التي هي في نفس الوقت المنسقة العامة للمركز العربي الإفريقي للتكوين والبحوث المسرحية.

## نشاطه
- في الإنتاج المسرحي:

قبل تأسيس مسرح الحمراء أنتجت جمعية المسرح العضوي بضعة أعمال مسرحية []. وأنتج مسرح الحمراء بمفرده فيما بين عامي 1985 و2006: تسعة أعمال مسرحية، وعملين آخرين بلاشتراك مع فرقتين مسرحيتين إحداهما فرنسية والأخرى إيطالية  وقد قدم مسرح الحمراء أعماله في تونس وفي الخارج حيث جاب فيما بين عامي 1988 و2002 عدة بلدان من بينها فنزويلا ومصر ورومانيا وسوريا وإسبانيا والمغرب وبينين والأردن ومالطا وفرنسا.
- في التدريب:

كذلك من بين أهم الأنشطة التي يضطلع بها مسرح الحمراء من خلال المركز العربي الإفريقي للتكوين والبحوث المسرحية، تنظيم ورشات تدريبية في مختلف مهن وفنون وتقنيات الركح، وقد نظم خلال تسع سنوات من وجوده، 47 ورشة شارك فيها 230 شابا محترفا من العالم العربي ومن أفريقيا، ومن البلدان التي قدم منها أولئك المتدربون: بوركينا فاسو وبينين والسنغال وتوغو وغينيا ولبنان مالي ومصر والمغرب والنيجر فضلا عن تونس.
- في العروض:

يدخل ضمن نشاط مسرح الحمراء تقديم العروض المسرحية لفرق مسرحية أجنبية، من بينها خلال أيام قرطاج المسرحية، كما قام بتكريم بعض السينماءات العالمية من بينها السينما البولونية.

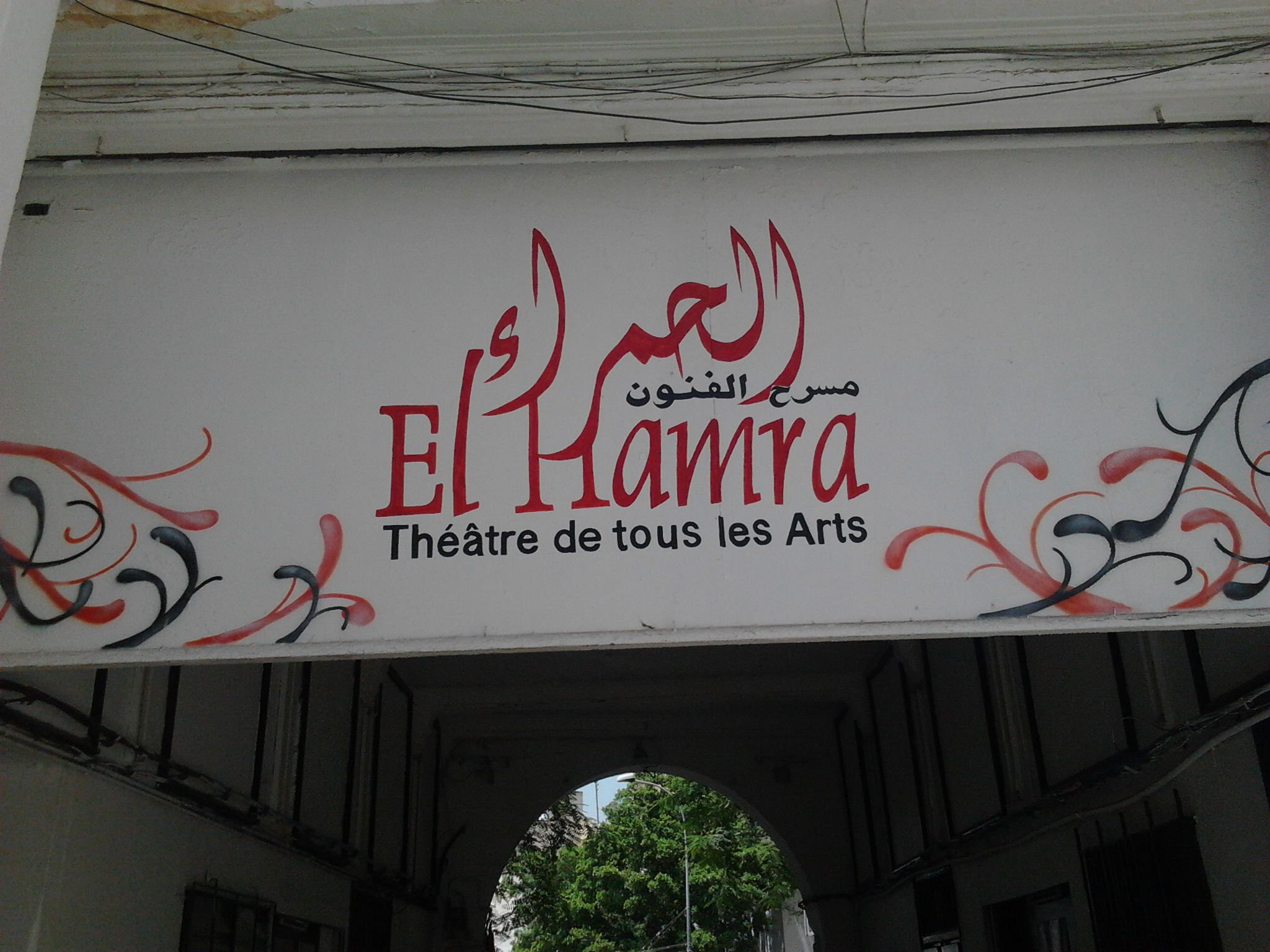
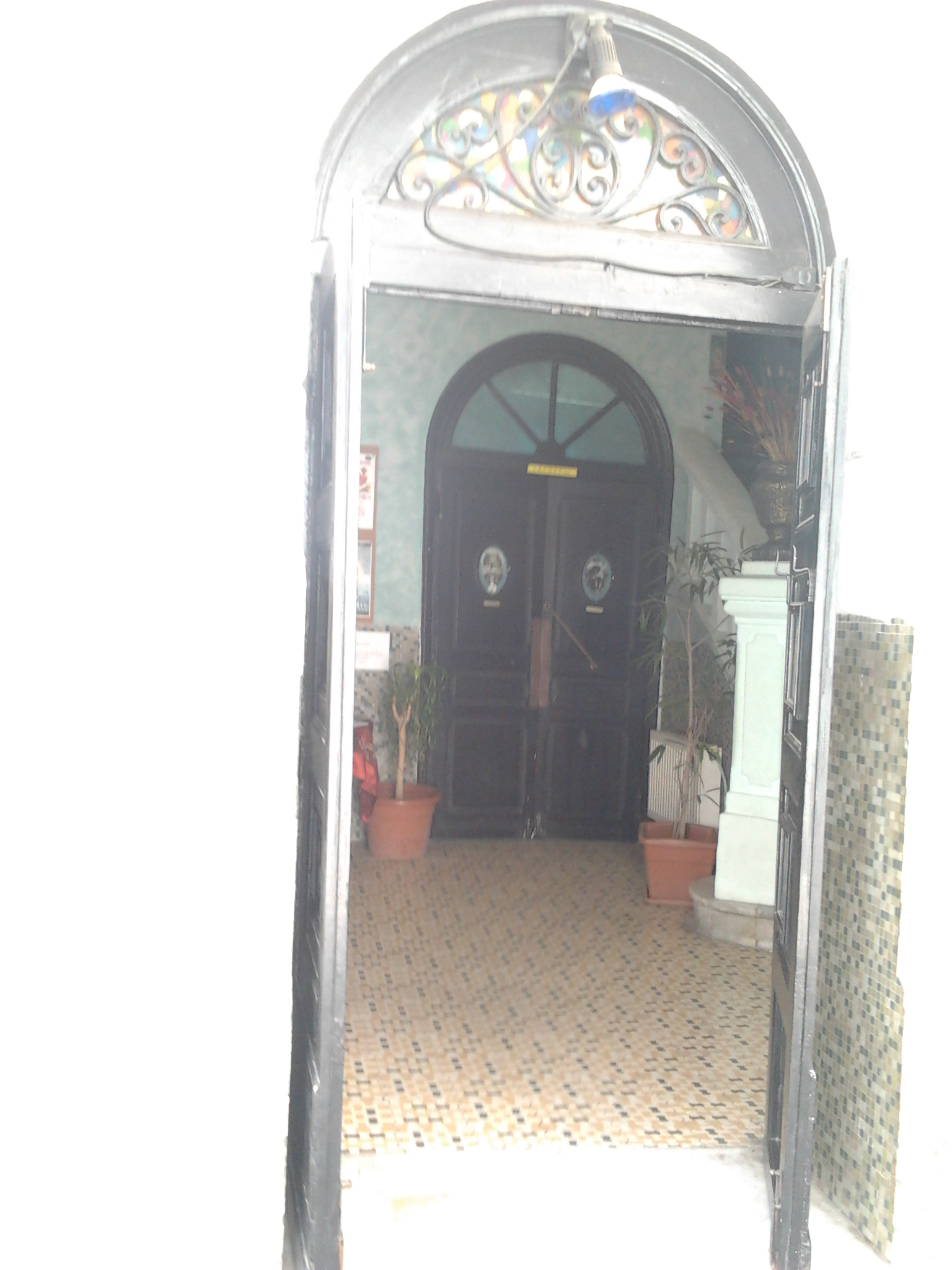
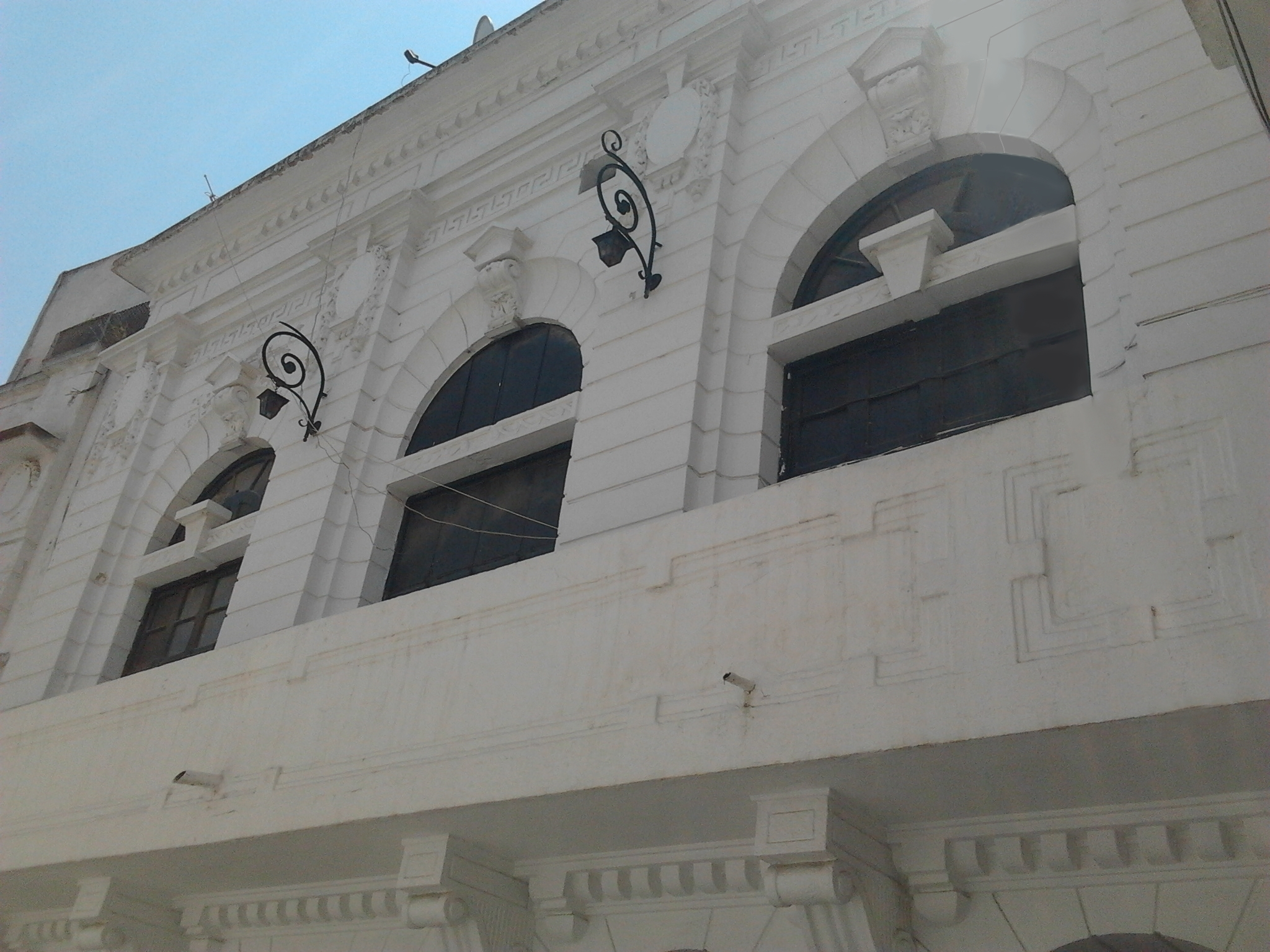
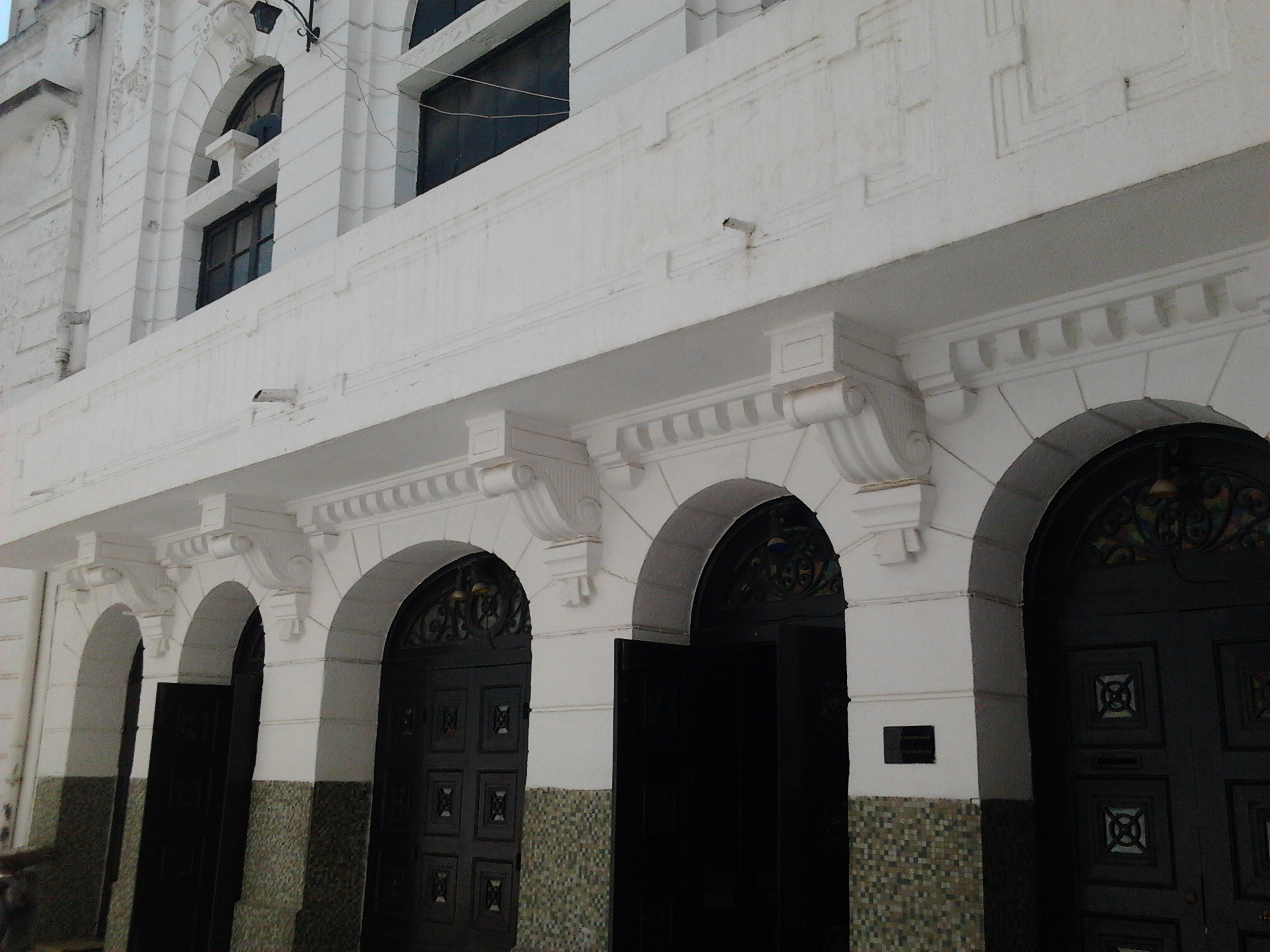
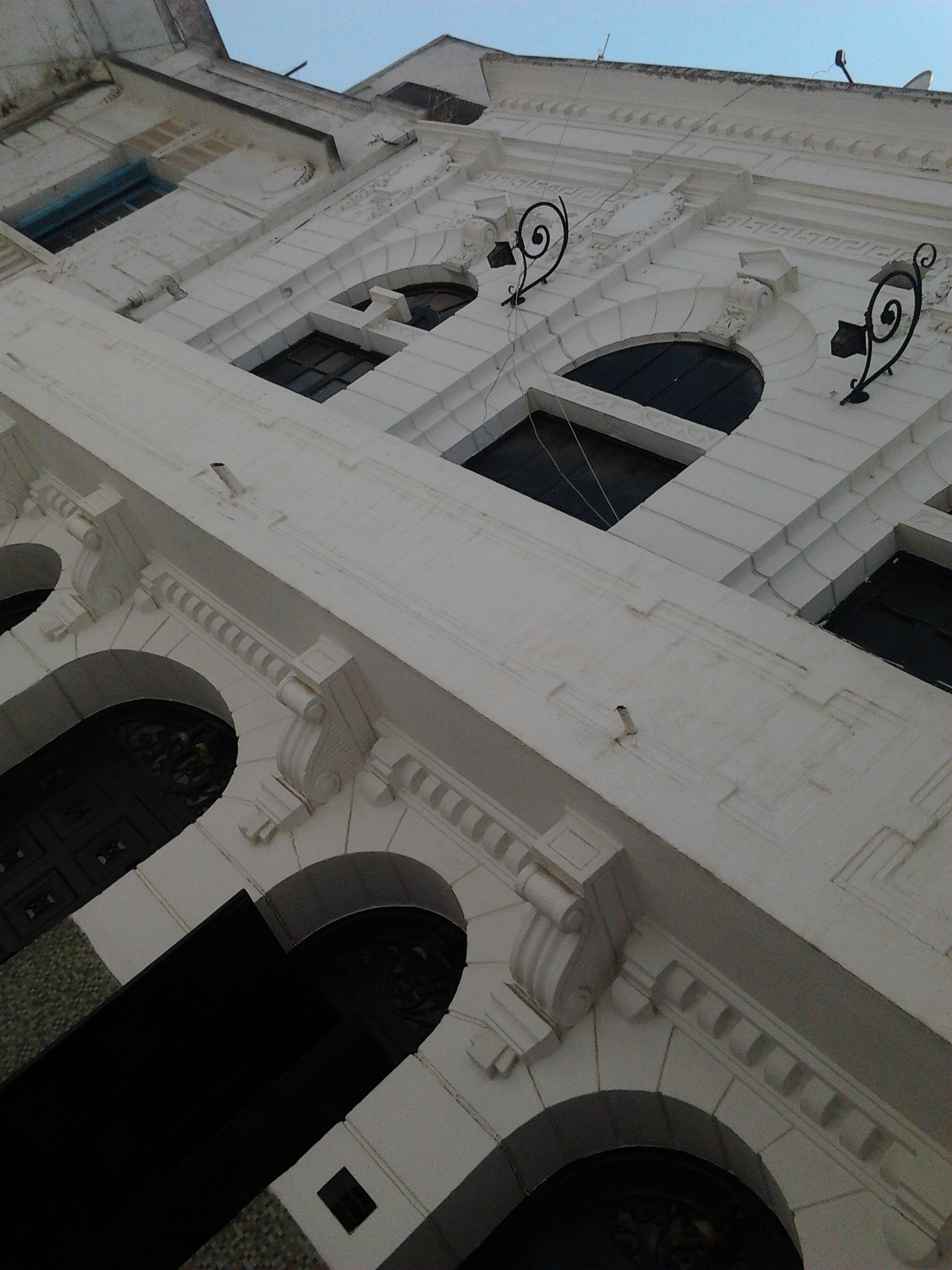
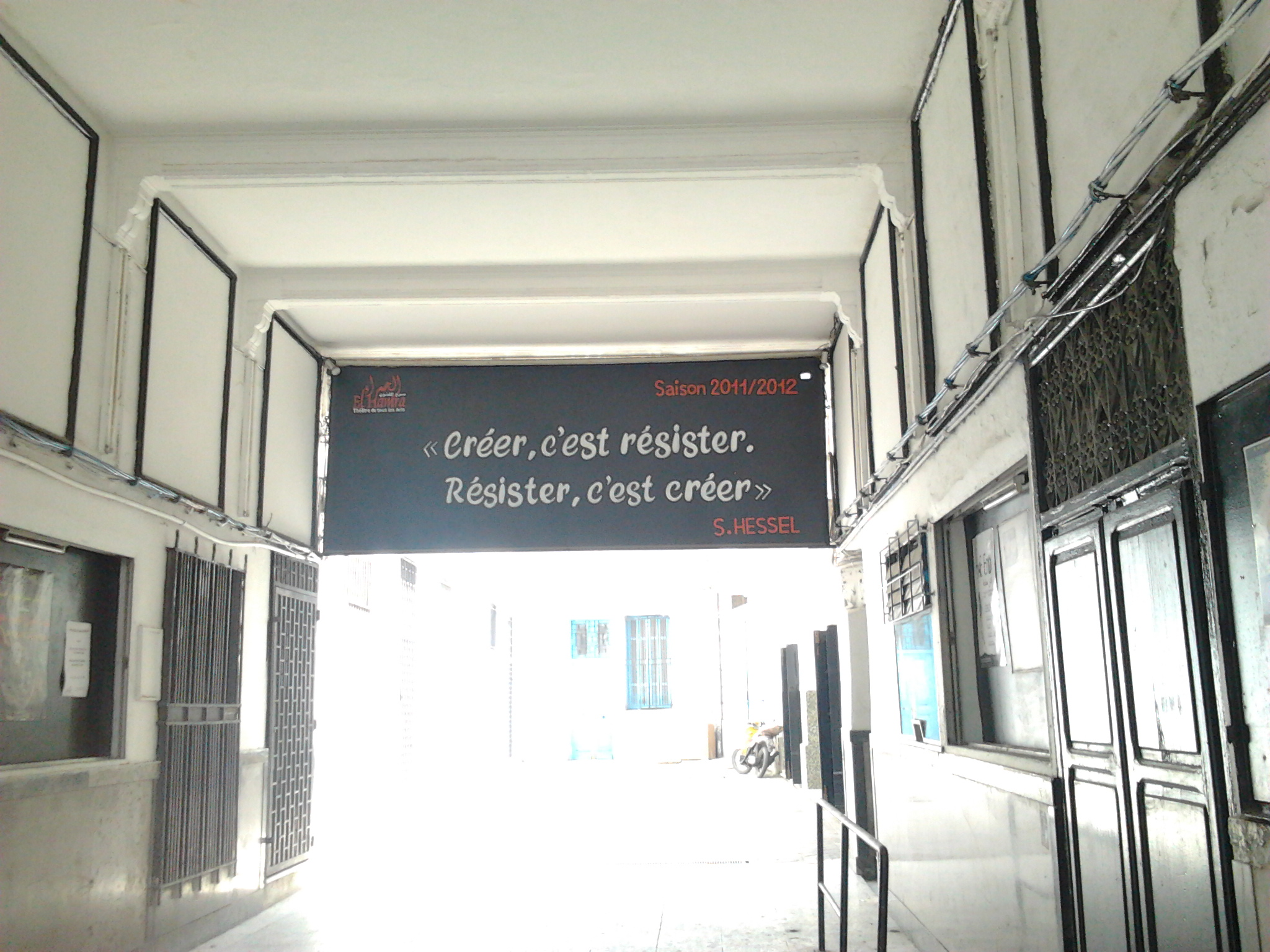

## وصلة خارجية
- موقع مسرح الحمراء

## إشارات مرجعية
1. 1 2  Le Théâtre El Hamra de Tunis fête ses 84 ans المسرح نسخة محفوظة 11 مايو 2020 على موقع واي باك مشين.
2. ↑  http://www.artfactories.net/El-Hamra-Tunis.html El Hamra, Tunis نسخة محفوظة 2020-09-23 على موقع واي باك مشين.
3. 1 2  تاريخ الحمراء [وصلة مكسورة] نسخة محفوظة 03 مايو 2012 على موقع واي باك مشين.
4. ↑  http://www.alrai.com/pages.php?news_id=357119%5Bوصلة+مكسورة%5D جريدة الرأي الردنية
5. ↑  http://www.theatrelhamra.com/fr/h/creation.htm إبداع نسخة محفوظة 2012-05-04 على موقع واي باك مشين.
6. 1 2  مسرح الحمراء شيء من الذاكرة نسخة محفوظة 08 ديسمبر 2015 على موقع واي باك مشين.
7. ↑  مسرح الحمراء يحتفل بعيد ميلاده نسخة محفوظة 11 أكتوبر 2010 على موقع واي باك مشين.
8. ↑  http://www.tunipresse.com/article.php?id=1737 سينما بولونيا نسخة محفوظة 2011-11-29 على موقع واي باك مشين.